# NGC 1558
NGC 1558 је спирална галаксија у сазвежђу Длето која се налази на NGC листи објеката дубоког неба.
Деклинација објекта је - 45° 1' 52" а ректасцензија 4h 20m 15,7s. Привидна величина (магнитуда) објекта NGC 1558 износи 12,5 а фотографска магнитуда 13,3. Налази се на удаљености од 64,344 милиона парсека од Сунца. NGC 1558 је још познат и под ознакама ESO 250-17, AM 0418-450, IRAS 04187-4508, PGC 14906.